# تیدور توو
تیدور توو (به انگلیسی: Theodore Too) یک کشتی است که طول آن ۶۵ فوت (۲۰ متر) می‌باشد. این کشتی در سال ۲۰۰۰ ساخته شد.